# Macizo de Larancagua
Macizo de Larancagua – stratowulkan w boliwijskich Andach.